# 迪格比·塔瑟姆-沃特

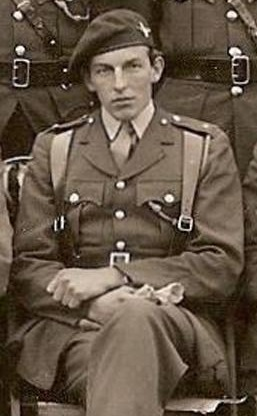
迪格比·塔瑟姆-沃特

艾立森·迪格比·塔瑟姆-沃特（1917年5月21日—1993年3月21日），是一位曾参加第二次世界大战的英國陸軍军官，因头戴博勒帽，手拿雨伞参加战斗而闻名。
战争结束后，迪格比服役于英国的巴勒斯坦託管地，后在1946年被派遣到肯尼亚殖民地，服役于第5国王非洲步枪团。茅茅起義期间，迪格比自费组建了一支志愿骑警部队，率领该部队对抗肯尼亚土地与自由军。他后来选择了退役，专心在肯尼亞运营地产。最終迪格比在肯尼亞去世。